# عمر گل لاله
عمر گل لاله (به ترکی استانبولی: Lale Devri) مجموعهٔ تلویزیونی در ژانر درام و عاشقانه ساخت ترکیه است که از سپتامبر ۲۰۱۰ تا فوریه ۲۰۱۴ از شبکه‌های شو تی‌وی و فاکس ترکیه پخش شد.
نسخه اصلی این مجموعۀ تلویزیونی شامل ۱۳۵ قسمت ۹۰ دقیقه‌ای است. پس از استقبال از مجموعۀ تلویزیونی شمیم عشق (Yer Gök Aşk) و بازیگر سلن سویدر که نقش «توپراک» را داشت، شبکه سازنده تصمیم گرفت تا مجموعۀ تلویزیونی عمر گل لاله را به جای آن ادامه دهد.

## خلاصۀ داستان
این مجموعۀ تلویزیونی درباره روابط ناسالم اعضا و دسیسه‌های دو خانواده با فرهنگ متفاوت است. لاله دختر خانواده تاشکیران و خواهرش (یشیم) و مادرش (زمرد) محور اصلی داستان این مجموعۀ تلویزیونی هستند.
داستان با افرادی از دو خانواده شکل می‌گیرد، یکی خانواده‌ای موفق که به تازگی از قیصریه به استانبول آمده و دیگری خانواده‌ای سابقاً بسیار سرشناس که بعد از مرگ پدر در خطر ورشکستگی مالی قرار گرفته‌اند.
خانواده تاشکیران: خانواده‌ای با اصل و نسب و پیچیده از استانبول است. بعد از مرگ پدر، تجارت آن‌ها با ناکامی‌های بسیاری مواجه می‌شود و این خانواده را تا مرز ورشکستگی کامل پیش می‌برد. مادر سیاست‌پیشهٔ خانواده تمام تلاش خود را می‌کند تا با انواع دسیسه چینی، کلاس و ابهت خانواده را در مقابل اطرافیان حفظ کند.
این مجموعۀ تلویزیونی داستانی پر از جدال و مشاجره، همچنین حقه و دسیسه است.
خانواده ایلگاز: خانواده محافظه‌کارتر، از قیصریه که موفق هستند. مادر و عموی دمدمی مزاج و جاه طلب و البته پایبند به رسم و رسوم سنتی خانواده هر کاری می‌کنند تا اعضای خانواده را آن طور که دلشان می‌خواهد دور هم نگه دارند.
عشق بین لاله (دختر زمرد تاشکیران) و چنار (پسر خانوادهٔ مقابل یعنی ایلگاز) منجر به ازدواج آن‌ها می‌شود، و مرزها را در خانواده‌ها از بین می‌برد.

## بازیگران و شخصیت‌ها

### شخصیت‌های اصلی
| بازیگر            | شخصیت                | فصل  | فصل    | فصل    | فصل  |
| بازیگر            | شخصیت                | ۱    | ۲      | ۳      | ۴    |
| ----------------- | -------------------- | ---- | ------ | ------ | ---- |
| تولگاهان ساییشمان | چنار ایلگاز          | اصلی | اصلی   | اصلی   | اصلی |
| سلن سویدر         | توپراک ایلگاز        | اصلی | اصلی   | اصلی   | اصلی |
| امینا یاهوویچ     | لاله تاشکیران ایلگاز | اصلی |        |        |      |
| سرنای ساریکایا    | یشیم تاشکیران        | اصلی | اصلی   | اصلی   |      |
| کنان بال          | نجیب ایلگاز          | اصلی | اصلی   | اصلی   | اصلی |
| خدیجه اصلان       | زمرد تاشکیران        | اصلی | اصلی   | اصلی   | اصلی |
| گل اونات          | اقبال ایلگاز         | اصلی | اصلی   | اصلی   |      |
| آیکوت ییلماز      | کرم تاشکیران         | اصلی | اصلی   | اصلی   | اصلی |
| آیتن سویکوک       | ریحان ایلگاز         | اصلی | اصلی   | اصلی   |      |
| دنیز باروت        | آزرا دوغان           |      |        | اصلی   | اصلی |
| عایشه‌گل گونای     | سلطان یشیلیورت       |      | میهمان | میهمان | اصلی |

### شخصیت‌های مکمل
| بازیگر           | شخصیت              | فصل  | فصل    | فصل    | فصل  |
| بازیگر           | شخصیت              | ۱    | ۲      | ۳      | ۴    |
| ---------------- | ------------------ | ---- | ------ | ------ | ---- |
| شریف سزر         | ندرت ایلگاز        | مکمل |        |        |      |
| Selma Kutluğ     | شرف کاراگل         |      | میهمان | مکمل   |      |
| Ulvi Alacakaptan | رمزی کاراگل        |      |        | مکمل   |      |
| Korel Cezayirli  | احمد چائین         |      | مکمل   | مکمل   |      |
| کیوانج کیلینچ    | سیتکی انگین        | مکمل | مکمل   | مکمل   | مکمل |
| Erdal Bilingen   | Şefik              | مکمل |        |        |      |
| Hakan Pişkin     | Ekrem              | مکمل |        |        |      |
| Gökhan Atalay    | Mehmet             | مکمل | مکمل   |        |      |
| Açelya Elmas     | Ece                | مکمل | مکمل   |        |      |
| Pamir Pekin      | Cansel             | مکمل | مکمل   |        |      |
| Ebru Nil Aydın   | Nermin             |      | مکمل   | مکمل   |      |
| Gözde Mutluer    | Aslı               |      | مکمل   | مکمل   |      |
| Gökhan Çetin     | Medet              |      | مکمل   | مکمل   |      |
| Eren Bucak       | Tibet              |      |        | مکمل   |      |
| سردار گوکهان     | هالوک کیرالی       |      |        | مکمل   |      |
| Kadir Kandemir   | Okan Bostanci      | مکمل | مکمل   | مکمل   |      |
| Tolga Sala       | Yiğit Yeşilyurt    |      |        | میهمان | مکمل |
| İpek Erdem       | Münevver Hancıoğlu |      |        |        | مکمل |
| Barış Kılıç      | Engin              |      |        |        | مکمل |

### نقش‌های پایان یافته
| بازیگر           | شخصیت                | قسمت‌ها                  |
| ---------------- | -------------------- | ----------------------- |
| امینا یاهوویچ    | لاله تاشکیران ایلگاز | ۱-۱۶                    |
| سرنای ساریکایا   | یشیم تاشکیران        | ۱-۸۵                    |
| Gül Onat         | اقبال ایلگاز         | ۱-۱۱۷                   |
| Ayten Soykök     | ریحان ایلگاز         | ۱-۱۱۷                   |
| دنیز باروت       | آزرا دوغان           | ۸۶-۱۳۴                  |
| عایشه‌گل گونای    | سلطان                | ۷۴, ۷۷, ۸۱, ۸۷, ۱۱۸-۱۳۴ |
| شریف سزر         | ندرت ایلگاز          | ۱۹-۳۱                   |
| Hakan Pişkin     | اکرم                 | ۱-۳۰                    |
| Erdal Bilingen   | Şefik                | ۳-۱۷                    |
| Açelya Elmas     | اجه                  | ۳-۶۸                    |
| Pamir Pekin      | Cansel               | ۲۸-۶۳                   |
| Gökhan Atalay    | Mehmet               | ۱-۶۸                    |
| سردار گوکهان     | هالوک کیرالی         | ۹۵-۱۰۴                  |
| Korel Cezayirli  | Ahmet Çağın          | ۶۵-۱۱۷                  |
| Gözde Mutluer    | Aslı                 | ۶۵-۱۱۷                  |
| Ebru Nil Aydın   | نرمین                | ۶۱-۱۱۷                  |
| Selma Kutluğ     | شرف کاراگل           | ۴۹, ۸۷-۱۱۷              |
| Tolga Sala       | Yiğit                | ۸۷, ۱۱۸-۱۳۱             |
| İpek Erdem       | Münevver             | ۱۱۸-۱۳۱                 |
| Ulvi Alacakaptan | رمزی کاراگل          | ۸۷-۱۱۷                  |
| Kadir Kandemir   | Okan Bostanci        | ۳۷-۱۱۷                  |
| Eren Bucak       | Tibet                | ۹۶-۱۱۷                  |
| Gökhan Çetin     | Medet                | ۶۵-۱۱۷                  |

## تولید
آهنگ تیتراژ این مجموعۀ تلویزیونی توسط سیبل جان خوانندهٔ معروف ترک خوانده شده‌است.

## پخش
فصل اول این مجموعۀ تلویزیونی در سال ۲۰۱۰-۲۰۱۱ پخش شد، شامل ۳۷ قسمت و فصل دوم آن در سال ۲۰۱۱-۲۰۱۲ پخش شد، شامل ۴۱ قسمت و فصل سوم در سال ۲۰۱۲-۲۰۱۳ پخش شد، شامل ۴۰ قسمت و فصل چهارم در سال ۲۰۱۳-۲۰۱۴ پخش شد، شامل ۱۷ قسمت.